# Thomas Hyde
Thomas Hyde (29 juin 1636 - 14 février 1703) est un orientaliste anglais. Polyglotte, il a notamment été interprète de la cour en langues orientales sous trois rois d'Angleterre, de 1660 à 1701.

## Biographie
Thomas Hyde naît à Billingsley, près de Bridgnorth dans le Shropshire, le 29 juin 1636. Son père, recteur de la paroisse, lui transmet son goût pour les langues et lui enseigne des bases en langues orientales.
Hyde étudie ensuite à Eton College. À 16 ans, il entre au King's College à Cambridge. Sous la supervision d'Abraham Wheloc, professeur d'arabe, il devient rapidement familier des langues orientales. Après un an d'études, il est invité à se joindre à l'évêque Brian Walton qui rédige sa bible polyglotte. En plus de corriger les textes en arabe, persan et syriaque, Hyde transcrit en caractères perses la traduction en perse du Pentateuque, lequel a été imprimé en hébreu à Constantinople en 1546. En plus de cet ouvrage, que l'archévêque James Ussher a jugé quasi impossible, même pour une personne dont la langue maternelle est le perse, Hyde rédige la version latine qui sera ajoutée à cette bible.
À partir de 1660, d'abord sous le règne de Charles II, puis de Jacques II et de Guillaume III, Hyde occupe la charge d'interprète de la cour en langues orientales. En 1701, il démissionne, invoquant des douleurs provoquées par la goutte (à la cour, il doit en effet se tenir constamment debout).
Il est bibliothécaire de la bibliothèque Bodléienne de 1665 à 1701. Il est professeur d'arabe de 1691 à 1703, ainsi que professeur d'hébreu de 1697 à 1703 dans l'Oxfordshire.
Hyde, qui est l'un des premiers à attirer l'attention sur les vastes trésors historiques de l'antiquité orientale, est un remarquable érudit classique. Par exemple, il maîtrise presque toutes les langues orientales connues en Occident à l'époque. Il a même appris le chinois du jésuite Shen Fuzong,. Dans son ouvrage phare, Historia religionis veterum Persarum, publié en 1700, il est le premier à utiliser des sources orientales pour corriger les erreurs des historiens grecs et romains sur la religion des anciens Perses. Il qualifie par exemple Zoroastre de réformateur religieux. 
On lui doit, comme auteur ou traducteur, Tabulae longitudinum et latitudinum stellarum fixarum ex observatione principis Ulugh Beighi (1665), ouvrage que ses notes ont bonifié ; Quatuor evangelia et acta apostolorum lingua Malaica, characteribus Europaeis (1677) ; Epistola de mensuris et ponderibus serum sive sinensium (1688), ajouté à l'ouvrage De mensuris et ponderibus antiquis d'Edward Bernard ; Itinera mundi d'Abraham Peritsol (1691) ; et De ludis orientalibus libri II (1694), dans lequel il démontre l’origine indienne des échecs et décrit plusieurs jeux chinois et d'autres pays orientaux.
Il meurt à Christ Church à Oxford le 14 février 1702/3.
À l'exception de Historia religionis, publié à nouveau par Hunt et Costard en 1760, tous les écrits de Hyde ont été regroupés et imprimés par Gregory Sharpe en 1767 sous le titre Syntagma dissertationum quas olim Thomas Hyde separatim edidit.
À l'université d'Oxford, il transmet peu ou mal son savoir. Pour cette raison, le Dictionary of National Biography le qualifie d'« orientaliste médiocre ». Néanmoins, à sa mort, un érudit néerlandais le qualifie de « stupor mundi » (« la merveille du monde »)

## Œuvres
- (la) Quatuor evangelia et acta apostolorum lingua Malaica, characteribus Europaeis, 1677
- (la) Epistola de mensuris et ponderibus serum sive sinensium, 1688
- (la) De ludis orientalibus libri II, 1694Traduit en 1994 sous le titre Chess, its origin.
- (la) Veterum Persarum et Parthorum et Medorum Religionis Historia, Editio Secunda, 1700[7]

## Traductions
- (la) Tabulae longitudinum et latitudinum stellarum fixarum ex observatione principis Ulugh Beighi (1665)
- (la) Itinera mundi (1691)